# Amyema miraculosa
Amyema miraculosa är en tvåhjärtbladig växtart. Amyema miraculosa ingår i släktet Amyema och familjen Loranthaceae.

## Underarter
Arten delas in i följande underarter:
- A. m. boormanii
- A. m. latifolia
- A. m. miraculosa